# Retaule ceràmic de Sant Cristòfol i Sant Antoni
El retaule ceràmic de Sant Cristòfol i Sant Antoni, a Vilafermosa, a la comarca de l'Alt Millars és un panell ceràmic ritual, catalogat, de manera genèrica, com Bé Immoble de Rellevància Local segons la Disposició Addicional Cinquena de la Llei 5/2007, de 9 de febrer, de la Generalitat, de modificació de la Llei 4/1998, d'11 de juny, del Patrimoni Cultural Valencià (DOCV Núm. 5.449 / 13/02/2007).

## Descripció
Es tracta d'un panell ceràmic datat del 1857 tal com es mostra en el propi retaule, que actualment es troba prou deteriorat pel que fa als taulells que constitueixen la part més exterior del panell.
En el retaule es representa simultàniament a Sant Antoni de Pàdua i a Sant Cristòfol. El primer se'ns representa dempeus amb el seu hàbit de franciscà (que en el retaule apareix en to blau), amb el nen sobre el seu braç esquerre, mentre que el dret subjecta una vara de azucenas. Per la seva banda Sant Cristòfol, se'ns presenta mig nu amb el Nen Jesús sobre l'espatlla esquerre  mentre creua el riu ajudat per una palmera que li serveix de suport.
Els respectius sants s'emmarquen en un paisatge en el qual apareixen petites mates i blaus núvols. El retaule s'emmarca en una orla emblanquinada., i presenta unes inscripcions, en la part superior diu: “Onda 1857”, mentre que en la part inferior es llegeix: “¿Sar Doron I¿”. També sembla existir una dedicatòria, però amb prou feines es pot distingir.
La forma del retaule és rectangular vertical i està format per 12 peces, cadascuna de forma quadrada de 0,2 metres de costat, de manera que les dimensions de tot el retaule són de 0,8 x 0,6 metres.
Tot el retaule s'emmarca en una senzilla fornícula de maçoneria, en forma d'arc de mig punt, sobre la qual s'ha col·locat un fanal de forja.